# Aura Abranches

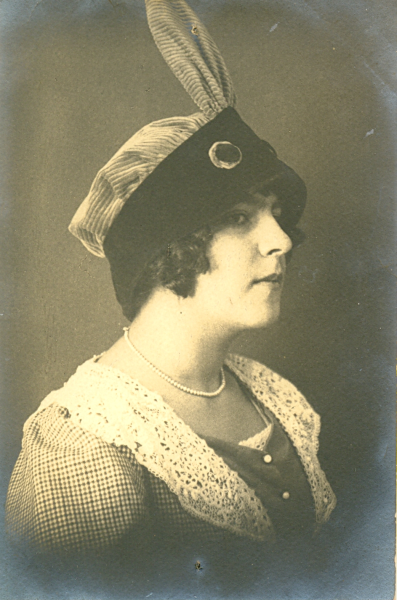
Aura Abranches, ca. 1916

Aura Abranches Ruas Pinto Grijó, besser bekannt als Aura Abranches (* 9. Mai 1896 in Anjos, Lissabon; † 22. März 1962 in São Mamede, Lissabon), war eine portugiesische Schauspielerin und Dramatikerin.

## Leben
Abranches war die Tochter des Geschäftsmanns Luís Gonzaga Viana Ruas und seiner Frau, der Schauspielerin Margarida Adelina Abranches. Sie war die ältere Schwester des Sängers und Schauspielers Alfredo Ruas. Sie besuchte die Schule am Kloster Santíssimo Sacramento in Alcântara. 1908 gab sie ihr Debüt am Teatro Nacional D. Maria II in der Komödie Zefa.
Am 21. Februar 1916 heiratete sie den Schauspieler Joaquim Pinto Grijó; der 1934 verstarb. Sie hatten einen Sohn, den Keramiker Fernando Abranches Ruas Pinto Grijó.
In der ersten Hälfte des 20. Jahrhunderts wurde sie eine der führenden Persönlichkeiten des portugiesischen Theaters. Sie war Mitglied des Ensembles von Rey Colaço–Robles Monteiro. Sie feierte große Erfolge in Stücken wie O Amigo de Peniche, Auto da Barca do Inferno, Conde Barão, Blanchette oder A Alegria de Viver. Sie unternahm mehrere Tourneen nach Afrika und Brasilien und leitete das Theaterensemble Companhia Abranches-Chaby Pinheiro. Solo und zusammen mit Alexandre Azevedo führte sie ab 1912 auch Lieder von vertonten Gedichten portugiesischer Dichter auf.
Als Dramatikerin schrieb sie Madalena Arrependida, ein Theaterstück, das 1922 in Brasilien uraufgeführt wurde, Aquele Olhar, Três Cães a Um Osso und Comédia da Vida, das letztere in Zusammenarbeit mit Branca de Gonta Colaço.
Neben dem Theater arbeitete sie auch für das Kino. Ihr Debüt gab sie in Lisboa, Crónica Anedótica (1930) von José Leitão de Barros, gefolgt von Rosa de Alfama (1953) und Dois Dias no Paraíso (1958). Die Rolle der „Dona Felicidade“ in António Lopes Ribeiros O Primo Basílio (1959) war ihr letzter Filmauftritt. In ihren letzten Lebensjahren wirkte sie im Radiotheater von Emissora Nacional und Rádio e Televisão de Portugal mit.
1947 veröffentlichte sie die Memoiren ihrer Mutter, der Schauspielerin Adelina Abranches.
Sie starb an einem Magenkarzinom im Alter von 69 Jahren und wurde in der Familiengruft auf dem Cemitério do Alto de São João beigesetzt. 1972 wurde der Gedenkstein des Grabes für Mutter und Tochter im Beisein des Bürgermeisters erneuert.